# Józef Bogusz (polityk)
Józef Edmund Bogusz (ur. 12 marca 1956 w Poznaniu) – polski polityk, przedsiębiorca, poseł na Sejm PRL X kadencji.

## Życiorys
Ukończył w 1982 studia na Akademii Rolniczej w Poznaniu. Pracę zawodową podjął w 1973 jako tokarz. W latach 1982–1986 był kierownikiem Zakładu Rolnego Pakotulsko, a od 1986 dyrektorem Państwowego Gospodarstwa Rolnego w Biesowicach. Należał do Polskiej Zjednoczonej Partii Robotniczej od 1978 do 1989, w 1989 został wiceprzewodniczącym Zarządu Głównego Związku Socjalistycznej Młodzieży Polskiej.
Sprawował mandat posła X kadencji, wybrany w okręgu słupskim z puli PZPR. W Sejmie zasiadał w Klubie Niezależnych Posłów, założonym przez kilku byłych parlamentarzystów PZPR. Zasiadał w Komisji Rolnictwa i Gospodarki Żywnościowej. Po zakończeniu pracy w parlamencie zajął się prowadzeniem działalności gospodarczej. Został później członkiem Sojuszu Lewicy Demokratycznej. Do 2007 zasiadał we władzach wojewódzkich tej partii.
W 1988 odznaczony Złotym Krzyżem Zasługi.